# Calumia
Calumia – rodzaj ryb z rodziny eleotrowatych.

## Klasyfikacja
Gatunki zaliczane do tego rodzaju:
- Calumia eilperinae
- Calumia godeffroyi
- Calumia papuensis
- Calumia profunda